# Pablo Vicuña
Pablo Vicuña (Santiago, Chile; 1913 - Buenos Aires, Argentina; 14 de mayo de 1941) fue un  primer actor chileno que incursionó en el cine argentino.

## Carrera
Vicuña fue un importante galán de importantes películas a  finales de la década del '30 y principios del '40 de la  llamada época dorada cinematográfica argentina.
Compartió escenario con conocidas figuras del cine nacional como Enrique Serrano, Arturo García Buhr, Amanda Ledesma, Aída Luz, Alberto Bello, Zully Moreno, Niní Gambier, Héctor Coire, Elsa del Campillo Sabina Olmos, Héctor Quintanilla, entre muchos otros.

### Filmografía
- 1938: Las de Barranco
- 1939: Así es la vida
- 1941: Canción de cuna
- 1941: Papá tiene novia[2]

### Teatro
En teatro se perfeccionó en Chile junto a famosos y talentosos jóvenes actores como Rodolfo Onetto, Poncho Merlet y José Grimaldi. Se destacó en una importante obra junto a la primera actriz radioteatral, Norma Castillo. También había sido galán de Alejandro Flores, Leoncio Aguirrebeña y Emilio Valenti. Compartió escenario con artistas chilenos como Luisa Otero, Lillete Alister, Pepe Soria, Guillermo Carvallo, Daly Barrios y  Plácido Martín, entre otros.
En Argentina integró  durante los últimos dos años de su vida  la "Compañía Teatral de Mecha Ortiz", junto con Alfredo Camiña, Julio Renato, Felisa Mary, Homero Cárpena, Carlos Rodríguez y Tina Helba.
Algunas de las obras de las que actuó están:
- La pícara Florentina  de 1940, estrenada en  el Teatro Politeama Argentino.
- Por que se quedó soltera
- El hombre del pañuelo azul
- Compañeras de colegio
- Desafío de amor
- El viaje
- Un sueño de amor
- Extraña pasión
- Romance (1941), estrenada en el Teatro Smart.
- Llévame en tus brazos
- La fiesta
- El hombre que yo quiera
- Eso es portarse bien
- La escalera
- Lo Imposible,  de W. Somerset Maugham.

También hizo las obras Juancito de la Ribera y El patio de la Morocha.

## Vida privada
Pablo era el hijo de la famosa actriz chilena, Amanda Vicuña, que de actriz paso a apuntadora de la Compañía de Córdoba-Leguía.

## Fallecimiento
Pablo Vicuña falleció repentinamente el 14 de mayo de 1941 a las 10 de la mañana. Tenía tan solo 28 años.